# Romulus (imię)
Romulus – łacińskie imię męskie obcego, nieindoeuropejskiego pochodzenia według niektórych źródeł; według innych stanowi ono spieszczenie imienia (dawniej przydomka) Roman, oznaczającego "rzymski". Było to imię legendarnego założyciela Rzymu. Patronem tego imienia jest św. Romulus, męczennik z IV wieku.
Żeńskim odpowiednikiem jest Romula.
Romulus imieniny obchodzi 17 lutego i 24 marca.
Znane osoby noszące to imię:
- Romulus Augustulus (zm. po 507) – ostatni cesarz zachodniorzymski
- Rómulo Gallegos (1884–1969) – wenezuelski pisarz i polityk, prezydent Wenezueli (1948)